# Batalla de Manzanillo
La batalla de Manzanillo fue una escaramuza naval de la guerra hispano-estadounidense.

## El bloqueo
El 27 de junio de 1898, una flota estadounidense llegó a Manzanillo para bloquear su puerto, según las órdenes del almirante William T. Sampson. La flota estaba compuesta por tres cruceros auxiliares: el Hist (472 toneladas) con 1 cañón de 47 mm., 4 de 37 mm. y 1 ametralladora; el Hornet (425 T) con 2 cañones de 57mm., 1 de 47 mm. y 2 de 37 mm.; y el Wompatuck (462 T) con 3 cañones de 47mm. y 1 ametralladora.

## Desarrollo de la batalla
El 30 de junio la flota estadounidense se encontró con la lancha cañonera española Centinela (30 T), armada con 2 ametralladoras de 37 mm. El pequeño buque fue alcanzado 25 veces, lo que produjo varios heridos y un muerto. Ante la imposibilidad de continuar la lucha, el alférez de navío Alderaguia ordenó retirarse y embarrancar para salvar al resto de la tripulación.
Tras esta pequeña escaramuza, la flota estadounidense decidió entrar en la bahía y destruir los barcos de guerra que hubiese.
En el puerto de Manzanillo se encontraba una flotilla de pequeños buques españoles, formada por: dos lanchas cañoneras, la Estrella (42 T) y la Guantánamo (42 T) y dos cañoneros, el Delgado Parejo (85 T) y el Guardián (65 T), que no podía moverse por una avería. A su mando estaban respectivamente, los tenientes de navío Joaquín Rivero, José Rivero, Ubaldo Serís-Granier y Blanco y Carlos del Camino. El armamento de la flotilla se componía de 1 cañón de 57 mm., 3 de 42 mm. y 4 de 37 mm.
Además de estos barcos, en el puerto estaban fondeados el pontón María, un antiguo vapor de ruedas, y el vetusto cañonero Cuba Española, botado en 1870. Cada uno estaba armado con un viejo cañón de avancarga "Parrot" de 130 mm.
Los oficiales españoles planearon la defensa frente al potente adversario. Se formaron dos grupos: Uno formado por la Estrella, la Guantánamo y el Delgado Parejo, y otro formado por el resto de buques, que no podían navegar.
El primer grupo se dirigió hacia los cruceros estadounidenses, moviéndose en diferentes direcciones y cambiando rápidamente su rumbo. Gracias a esta táctica, los grandes, pero lentos, barcos estadounidenses no conseguían hacer blanco sobre los ágiles barcos españoles. Esta táctica también mantenía a los estadounidenses lejos de los demás barcos, que, seguros en puerto, no dejaban de disparar a sus adversarios.
Tras algo más de una hora de combate, el Hist se retiró con once impactos, seguido del Wompatuck con tres impactos, que remolcaba al Hornet, que con cinco impactos, había quedado a la deriva. Los daños en los buques españoles no fueron graves.

## Versión estadounidense
Los estadounidenses exageraron los informes de la batalla para justificar su derrota. Afirmaron haberse enfrentado a torpederos y cañoneros de gran tamaño y a poderosas baterías de costa; pero España no tenía destacado en Cuba ningún torpedero, y las únicas baterías de costa de Manzanillo consistían en 3 viejos cañones de 80 y 90 mm.